# Gefecht von Lundby
Missunde • Königshügel • Danewerk • Schlei • Oeversee • Jütland • Vejle • Jasmund • Düppeler Schanzen • Fredericia • Helgoland • Alsen • Lundby • Nordfriesische Inseln
Das Gefecht von Lundby fand während des Deutsch-Dänischen Kriegs am 3. Juli 1864 südlich von Lundby im Nordosten der Halbinsel Himmerland zwischen der 1. Kompanie des Niederschlesischen Infanterieregiments und der 5. Kompanie des 1. dänischen Regiments statt.

## Ausgangslage
Am Vorabend der Schlacht war der Kampf um Jütland für die Dänen bereits verloren. Die dänische Armee war im April bei Düppel entscheidend besiegt worden. Die verbleibenden Truppen hatten sich in ein Gebiet nördlich des Limfjords zurückgezogen und waren aus Frederikshavn abgezogen worden.
Das Erste Regiment unter Oberstleutnant H.C.J. Beck war dabei in Nørresundby zurückgelassen worden, um den Rückzug so lange wie möglich zu tarnen, die Seeeinlaufübergänge zu sichern und – wenn möglich ohne unverhältnismäßiges Risiko – nach Süden vorzurücken. Beck hatte bereits im Februar in der Schlacht von Oeversee gekämpft und war kritisiert worden, weil er den Kampfplatz zu früh verlassen habe, während seine Männer noch kämpften.
Am 1. Juli schickten die Preußen drei Aufklärungseinheiten von Hobro aus nach Norden. Beck entschied sich sofort, mit der 5. Kompanie (160 Mann) gegen Ellidshéj in den Süden zu ziehen. Hier erwartete er, eine der preußischen Einheiten nachts anzutreffen und zu überraschen. Diese Einheit war jedoch inzwischen nach Süden gezogen, aber andere Preußen wurden östlich von Gunderup gesichtet. Diesen Ort erreichte Beck im Morgengrauen. Hier wurde eine Kolonne von preußischen Dragonern gesichtet, und von dänischen Aufklärungseinheiten wurde festgestellt, dass sie in Lundby Halt machte.

## Das Gefecht
Bauern wiesen den dänischen Truppen den Weg und zeigten Beck einen Knick, der seinen Männern Deckung geboten hätte. Der Offizier entschied jedoch anders: Die 5. Kompanie versuchte einen Frontal-Bajonettangriff entlang eines langen Hügels, der jedoch 20 Meter vor dem Erddeich, hinter dem etwa 70 Preußen in Deckung lagen, vom gegnerischen Abwehrfeuer gestoppt wurde. Die Preußen hatten die Vorbereitungen der Dänen nämlich bereits bemerkt und waren vorbereitet. Dieses Gefecht war das letzte im Deutsch-Dänischen Krieg und hatte erhebliche dänische Verluste zur Folge: Von 160 Angreifern wurden 32 getötet und weitere 66 verwundet. Auf preußischer Seite gab es drei Verwundete.
Trotz der Niederlage und der hohen Verluste wurde Beck zum Oberst befördert und mit dem Dannebrogorden ausgezeichnet, da das Gefecht als Symbol für den auch im Angesicht der Niederlage ungebrochenen Kampfgeist der dänischen Truppen gewertet wurde.

## Gedenken
- Am Straßenrand der Landstraße 507 von Aalborg nach Hadsund, die am Ort des Geschehens entlangführt, befindet sich südlich vom Dorf Lundby ein Denkmal in Form eines steinernen Kreuzes, das an die gefallenen Dänen erinnert. Dänische Offiziere des Regiments „Gardehusarregimentet“, welches sich als Nachfolger des Ersten Regiments betrachtet, besuchen jährlich den Ort der Schlacht am Jahrestag der Schlacht.
- Am Friedhof der Kirche von Gunderup erinnert ein Monument an die Gefallenen.
- In Aalborger „Aalborg Forsvars und Garnisonsmuseum“ erinnert ein Relief an die anstürmenden Dänen.
- In Hobro befindet sich eine Gedenkstätte für einen schwedischen Offizier, der freiwillig auf Seiten der Dänen kämpfte und an seinen Wunden starb.